# Penisola Evans

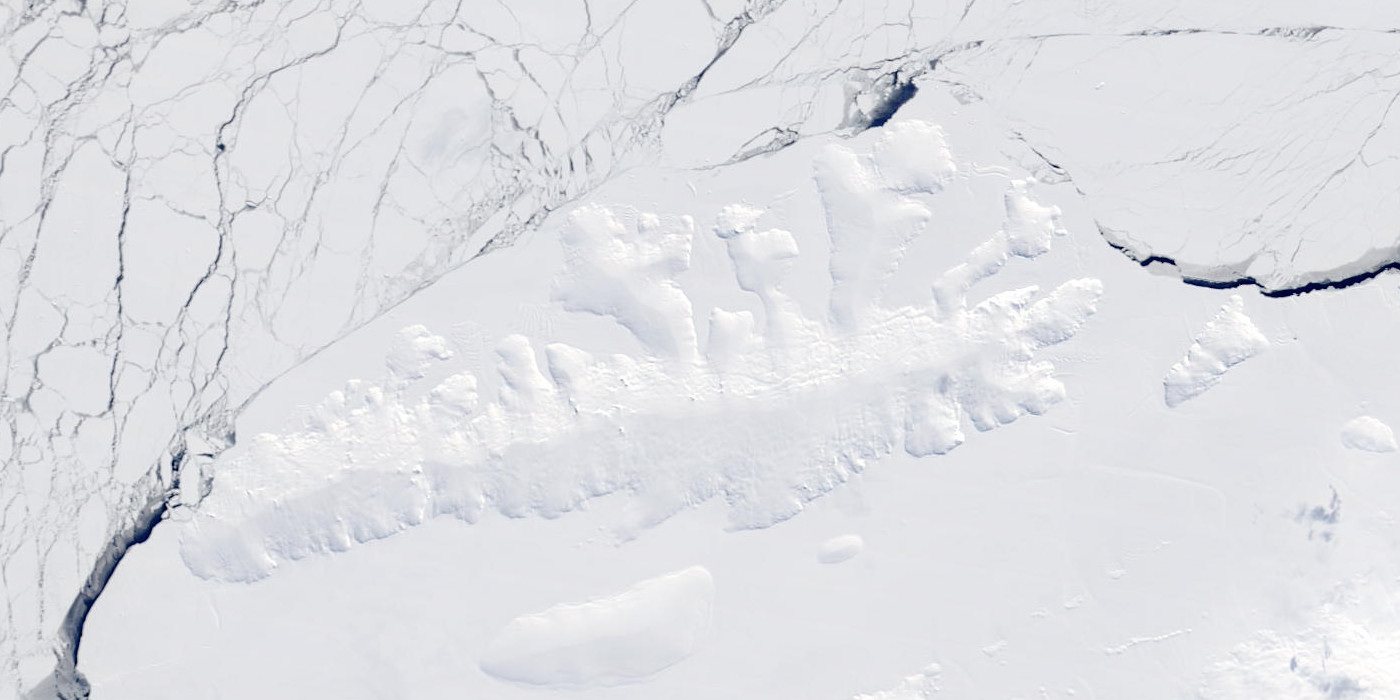
Un'immagine satellitare dell'isola Thurston.

La penisola Evans è una penisola completamente coperta dai ghiacci situata sull'isola Thurston, al largo della costa di Eights, nella Terra di Ellsworth, in Antartide. Questa penisola, che si allunga verso nord-est nel mare di Bellingshausen per circa 60 km, si trova in particolare nella parte orientale della costa settentrionale dell'isola, tra l'insenatura di Cadwalader, a est, e l'insenatura di Koether, a ovest, e le sue estremità sono state battezzate capo Walden, quella nord-occidentale, e capo Braathen, quella nord-orientale.

## Storia
La penisola Evans fu scoperta nel febbraio 1960 durante voli in elicottero partiti dalla USS Burton Island e dalla USS Glacier e svolti su quest'area nel corso di una spedizione di ricerca della marina militare statunitense nel mare di Bellingshausen, e fu poi così battezzata dal Comitato consultivo dei nomi antartici in onore di Griffith Evans, Jr., comandante della rompighiaccio Burton Island nella suddetta spedizione.